# Obninsk
Obninsk [óbninsk] (rusko О́бнинск) je rusko mesto, v pokrajini Kaluška oblast in se nahaja 102 km jugozahodno od Moskve. Leta 2010 je imelo 105.595 prebivalcev. Je eno pomembnejših ruskih znanstvenih središč. V mestu deluje 12 inštitutov, predvsem na področju energetike, jedrske tehnologije, rentgenske medicine, meteorologije ...
Mesto je znano tudi po prvi delujoči jedrski elektrarni, odprti 27. junija 1954.